# Charlot (revista)
Charlot fue una revista infantil fundada en 1916 por Miguel Navarrete. Con un formato de 32 x 22 cm., presentaba historietas de diversos guionistas y dibujantes, y alcanzó los 290 números. Fue el primer tebeo inspirado en el cine, seguido al año siguiente por "Charlotín" y "Max Linder". También la misma editorial lanzó en 1917 un "Suplemento" de menor formato (22 x 16 cm) y que llegaría a los 100 números.
En 1928, la cabecera fue retomada por la editorial El Gato Negro con el mismo formato de 32 x 22 cm., pero añadiéndole el subtítulo de Rey de la Risa. En esta nueva reencarnación, alcanzó los 263 números.